# Ancistrachne
- Commons
- Wikispecies

Ancistrachne  S.T.Blake é um género botânico pertencente à família Poaceae, subfamília Panicoideae, tribo Paniceae.
Plantas encontradas na Australásia, Pacífico e regiões tropicais da Ásia.

## Espécies
Apresenta quatro espécies:
- Ancistrachne ancylotricha (Quisumb. & Merr.) S.T. Blake
- Ancistrachne maidenii (A.A. Ham.) Vickery
- Ancistrachne numaeensis (Balansa) S.T. Blake
- Ancistrachne uncinulata (R. Br.) S.T. Blake